# Kurki, Davanagere
Kurki là một làng thuộc tehsil Davanagere, huyện Davanagere, bang Karnataka, Ấn Độ.